# Maarten
Maarten ist eine niederländische Form des männlichen Vornamens Martin.

## Namensträger
- Maarten Altena (* 1943), niederländischer Komponist und Kontrabassist
- Maarten Asscher (* 1957), niederländischer Autor und Verleger
- Maarten Atmodikoro (* 1971), surinamisch-niederländischer Fußballspieler
- Maarten den Bakker (* 1969), niederländischer Radrennfahrer
- Maarten ’t Hart (* 1944), niederländischer  Schriftsteller
- Maarten van Heemskerck (1498–1574), niederländischer Maler, Zeichner und Entwerfer von Druckgrafik
- Maarten Hogenhuis (* 1986), niederländischer Jazz- und Popmusiker (Altsaxophon, Tenorsaxophon, Komposition)
- Maarten Houttuyn (1720–1798), niederländischer Arzt und Naturkundler
- Maarten Janssen (* 1962), niederländischer Ökonom, Universitätsprofessor für Mikroökonomik
- Maarten Lafeber (* 1974), niederländischer Profigolfer
- Maarten Maartens (1858–1915), niederländischer Schriftsteller
- Maarten Martens (* 1984), belgischer Fußballspieler
- Maarten Meiners (* 1992), niederländischer Skirennläufer
- Maarten Neyens (* 1985), belgischer Radrennfahrer
- Maarten Nijland (* 1976), niederländischer Radrennfahrer
- Maarten van Norden (1955–2024), niederländischer Jazzmusiker und Komponist
- Maarten Ornstein (* 1967), niederländischer  Jazzsaxophonist und -klarinettist
- Maarten Paes (* 1998), indonesischer Fußballtorwart niederländischer Herkunft
- Maarten J. Raven (* 1953), niederländischer Ägyptologe
- Maarten Schmidt (1929–2022), niederländischer Astronom
- Maarten Van Severen (1956–2005), belgischer Möbeldesigner und Innenarchitekt
- Maarten Solleveld (* 1979), niederländischer Schachspieler
- Maarten Stekelenburg (* 1982), niederländischer Fußballtorhüter
- Maarten Tjallingii (* 1977), niederländischer Radrennfahrer
- Maarten Tromp (1598–1653), niederländischer Admiral
- Maarten Verwey (* 1970), leitender niederländischer EU-Beamter
- Maarten Gerritszoon de Vries (1589–1647), niederländischer Seefahrer und Entdecker
- Maarten van der Weijden (* 1981), niederländischer Langstreckenschwimmer
- Maarten Wijnants (* 1982), belgischer Radrennfahrer